# Rhodesbeurs

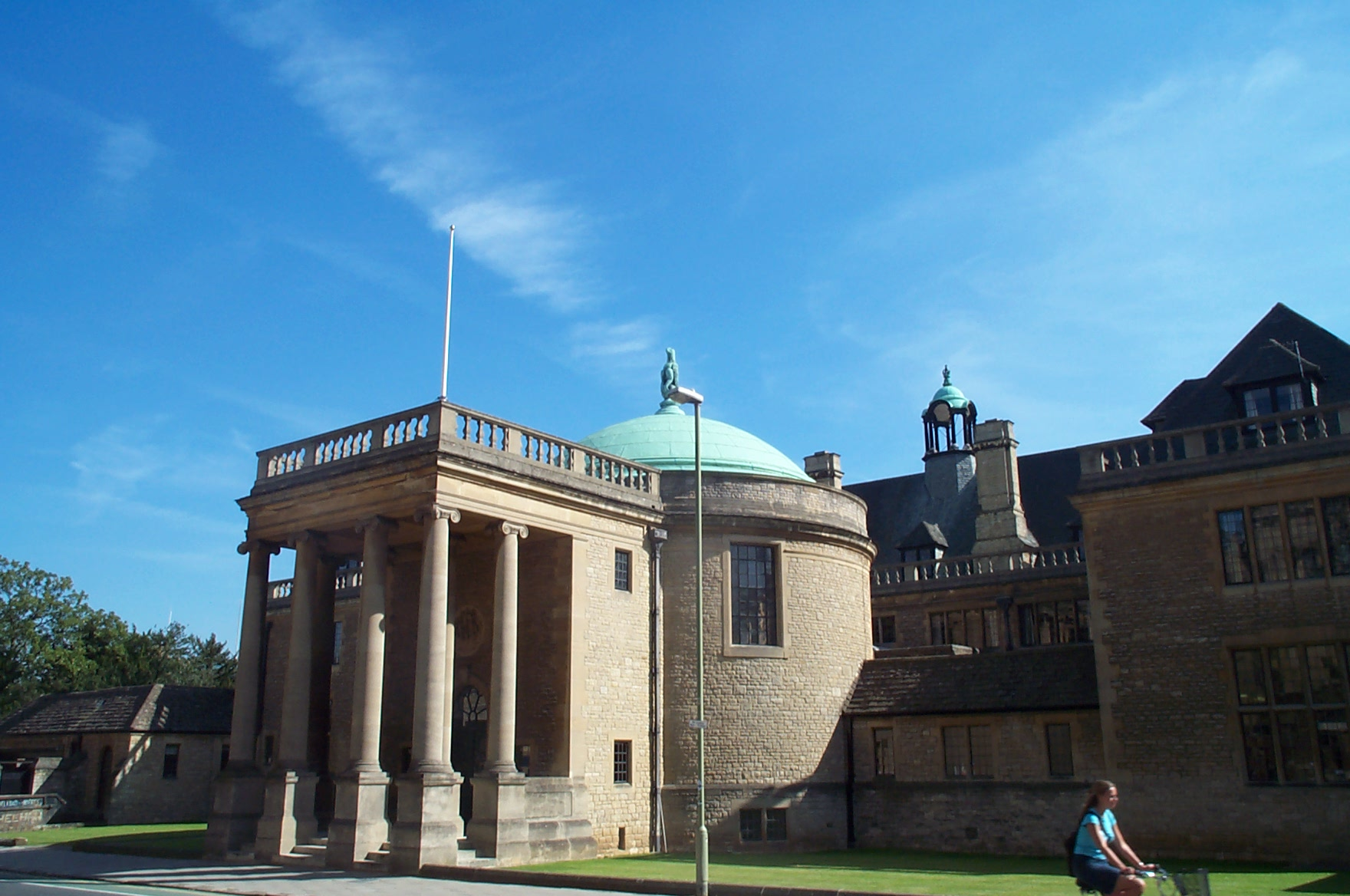
Rhodes House in Oxford.

De Rhodesbeurs (Engels: Rhodes Scholarship) is een naar Cecil Rhodes vernoemde prestigieuze internationale studiebeurs voor een vervolgstudie aan de Universiteit van Oxford. De beurs wordt toegekend voor twee jaar en kan tijdens het tweede jaar verlengd worden tot drie jaar. De beurs bestaat uit het vereiste collegegeld en een maandelijkse toelage voor verblijfskosten en levensonderhoud.
Aanvragen voor een Rhodesbeurs worden ingediend bij en gehonoreerd door de Rhodestrust, die in 1902 werd opgericht volgens de richtlijnen die Cecil Rhodes in zijn testament had laten vastleggen. Sinds 1904 worden jaarlijks beurzen toegekend.

## Criteria voor toekenning
Cecil Rhodes bepaalde vier criteria waarop studenten worden beoordeeld:
- onderwijsprestaties
- vermogen om eigen talenten ten volle te benutten, tot uitdrukking komend in liefde voor en succes in sport
- eerlijkheid, lef, plichtsgetrouwheid, sympathie voor en ondersteuning van zwakkeren, vriendelijkheid, onbaatzuchtigheid en kameraadschap
- moreel oordeelsvermogen, leidersinstinct en belangstelling voor anderen

Oorspronkelijk kwamen alleen mannelijke studenten in aanmerking uit de Britse kolonies, de Verenigde Staten en Duitsland. Als reactie op de Eerste en Tweede Wereldoorlog werden tussen 1914 en 1932 en tussen 1939 en 1970 geen beurzen toegekend aan Duitse studenten. Vanaf 1977 kunnen ook vrouwelijke studenten een Rhodesbeurs toegekend krijgen. Tegenwoordig worden aanvragen gehonoreerd uit: Australië, Bermuda, Botswana, Canada, Hongkong, India, Jamaica, Kenia, Lesotho, Pakistan,  Malawi, Namibië, Nieuw-Zeeland, Swaziland, Verenigde Staten, Zambia, Zimbabwe en Zuid-Afrika.

## Bekende Rhodes-alumni
- Kim Christian Beazley (1948), Australisch politicus en hoogleraar
- Edward de Bono (1933-2021), Brits psycholoog, arts en schrijver (introduceerde het begrip lateraal denken)
- Daniel J. Boorstin (1914-2004), Amerikaans geschiedkundige, hoogleraar en schrijver (Pulitzerprijs 1974)
- Pete Buttigieg (1982), Amerikaans politicus
- David Chalmers (1966), Australische filosoof en hoogleraar
- Wesley Clark (1944), Amerikaans generaal en politicus
- Hervey Cleckley (1903-1984), Amerikaans psychiater (pionier op het gebied van psychopathie)
- Bill Clinton (1946), Amerikaans politicus, president 1993-2001
- Ronald Dworkin (1931-2013), Amerikaans rechtsfilosoof (Holbergprijs 2007)
- John Eccles (1903-1997), Australische neurofysioloog (Nobelprijs voor Medicijnen 1963)
- Russ Feingold (1953), Amerikaans rechtsgeleerde en senator voor Wisconsin
- Howard Florey (1898-1968), Australische patholoog (Nobelprijs voor Medicijnen 1945)
- Robert Van de Graaff (1901-1967), Amerikaans natuurkundige en hoogleraar (uitvinder vandegraaffgenerator)
- Brian Greene (1963), Amerikaans theoretisch natuurkundige en een van de befaamdste snaartheoretici
- Bob Hawke (1929-2019), Australisch politicus, premier 1983-1991
- Jan Hofmeyr (1894-1948), Zuid-Afrikaans politicus
- Edwin Hubble (1889-1953), Amerikaans astronoom (wet van Hubble)
- Walter Isaacson (1952), Amerikaans journalist, hoofdredacteur van TIME Magazine en CEO van CNN
- Bobby Jindal (1971), Amerikaans politicus, gouverneur van Louisiana 2008-2016
- Kris Kristofferson (1936-2024), Amerikaans singer-songwriter
- Alain Locke (1885-1954), Amerikaans schrijver, filosoof, onderwijzer
- Richard Lugar (1934-2019), Amerikaans politicus, senator voor Indiana
- Rachel Maddow (1973), Amerikaans politiek commentator, presentator
- Terrence Malick (1943), Amerikaans filmregisseur en scenarioschrijver
- Dom Mintoff (1916-2012), Maltees politicus (minister-president 1955-'58 en 1971-'84)
- Wilder Penfield (1891-1976), Canadees neurochirurg
- Susan Rice (1964), Amerikaans politiek adviseur, lid van het kabinet van president Barack Obama
- Walt Whitman Rostow (1916-2003), Amerikaanse economisch historicus (auteur van The Stages of Economic Growth (1960))
- Michael Sandel (1953), Amerikaans filosoof en hoogleraar
- Ernst Friedrich Schumacher (1911-1977), Duits econoom (auteur van Small is Beautiful (1973))
- John Searle (1932), Amerikaans taalfilosoof en hoogleraar (Jean Nicod Prijs 2000)
- Don Siegelman (1946), Amerikaanse politicus, gouverneur van Alabama 1999-2003
- David Souter (1939), Amerikaans jurist, rechter van het Supreme Court
- Michael Spence (1943), Amerikaans econoom (Nobelprijs voor Economie 2001)
- George Stephanopoulos (1961), Amerikaans politiek adviseur en presentator
- Charles Taylor (1931), Canadees filosoof (Templetonprijs 2007)
- John Turner (1929-2020), Canadees politicus, minister-president 1984
- Naomi Wolf (1962), Amerikaans auteur en feminist (auteur van De Zoete Leugen (1991))